# Артур Стрітон
Артур Стрі́тон (англ. Arthur Ernest Streeton; нар. 8 квітня 1867, Маунд-Данід — пом. 1 вересня 1943, Олінда) — австралійський живописець; засновник Товариства художників.
.

## Біографія
Народився 8 квітня 1867 року в  Маунд-Даніді в багатодітній сім'ї шкільного вчителя. Навчався в Школі Національної галереї в Мельбурні.
Помер в Олінді 1 вересня 1943 року. Похований на кладовищі Фернтрі Гуллі (штат Вікторія).

## Творчість
Пейзажі:
- «Золоте літо» (1892);
- «Полудень» (близько 1897, Національна галерея Вікторії, Мельбурн)[9].

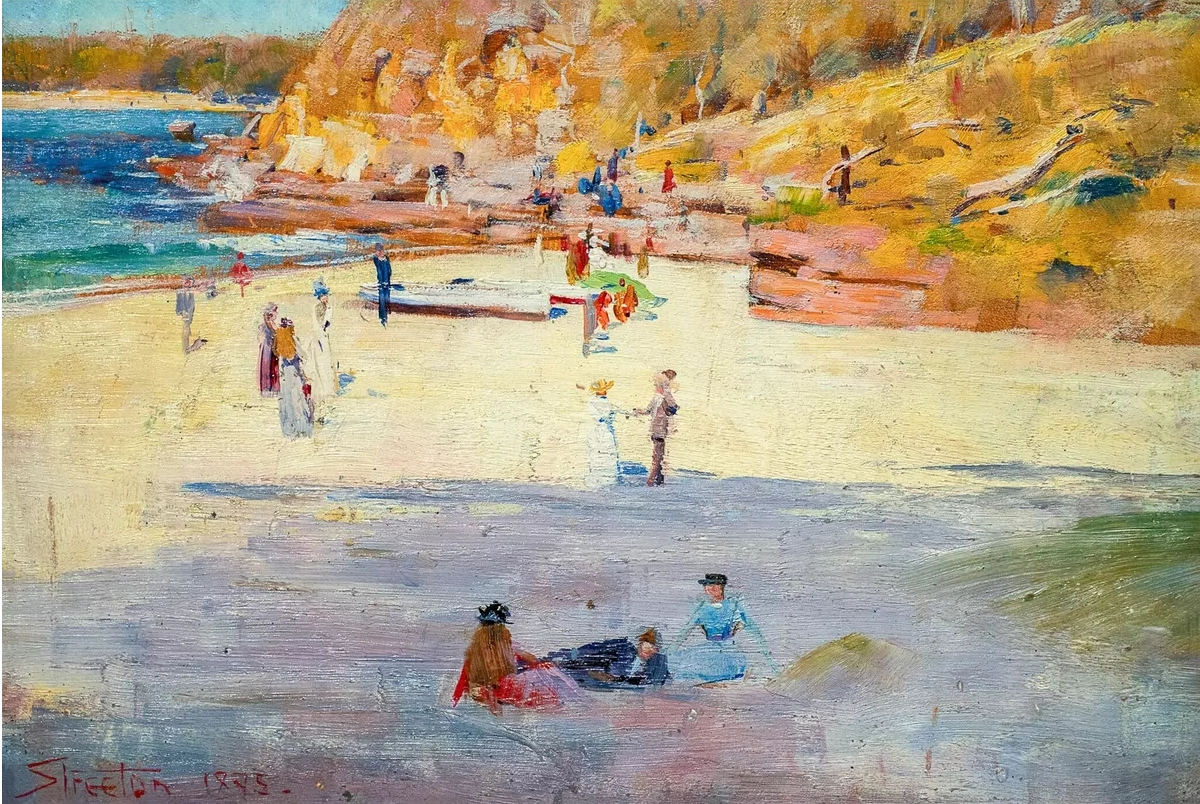
Пляж Менлі
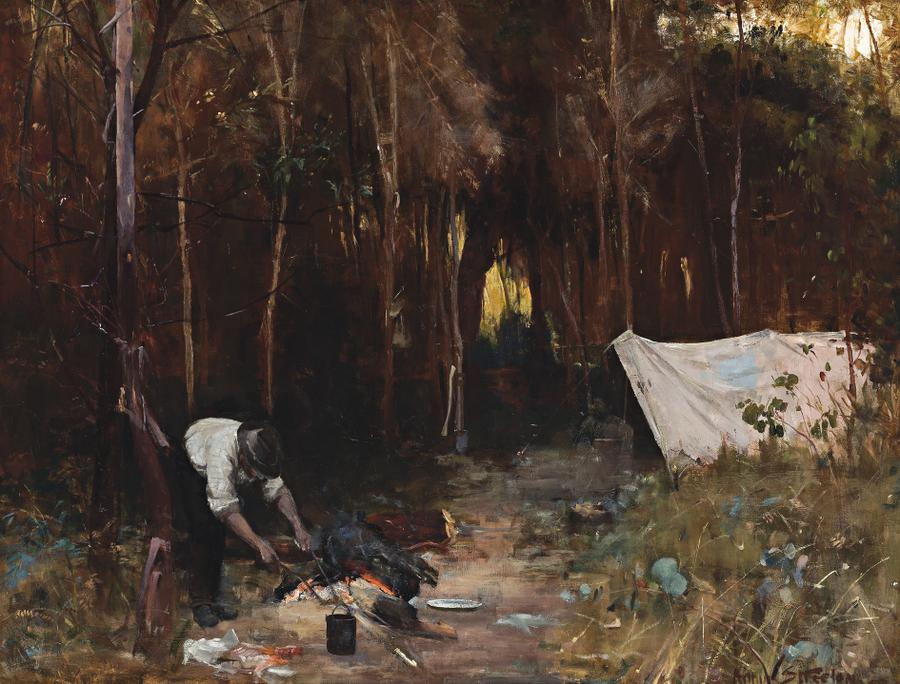
Табір поселенців
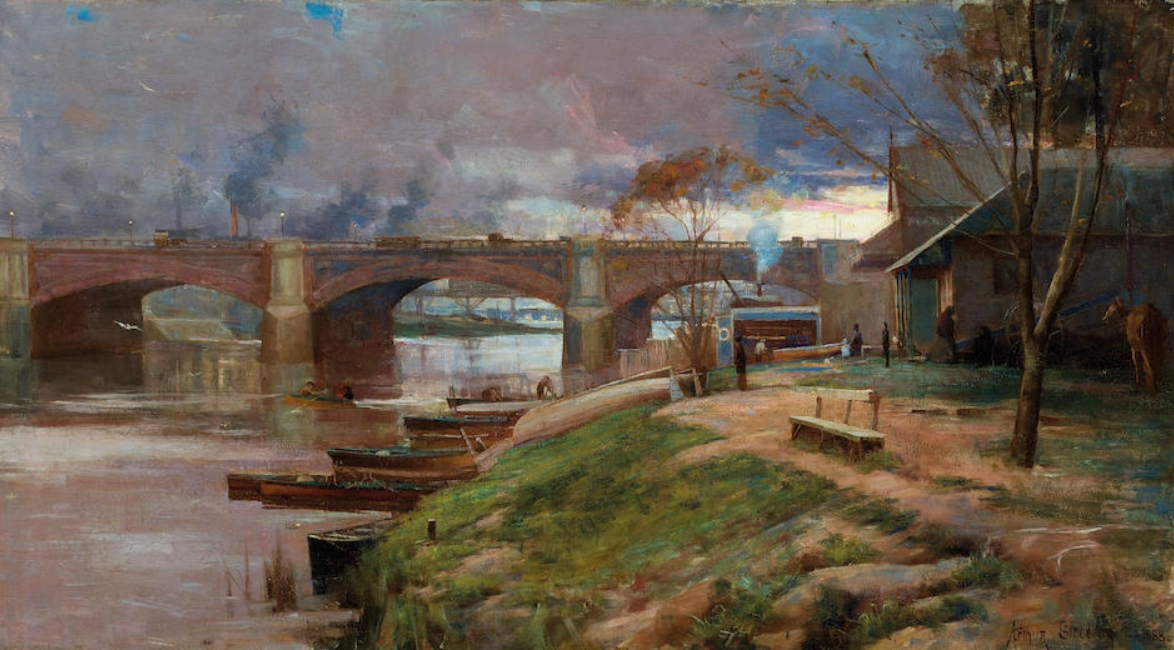
Міст принцеси
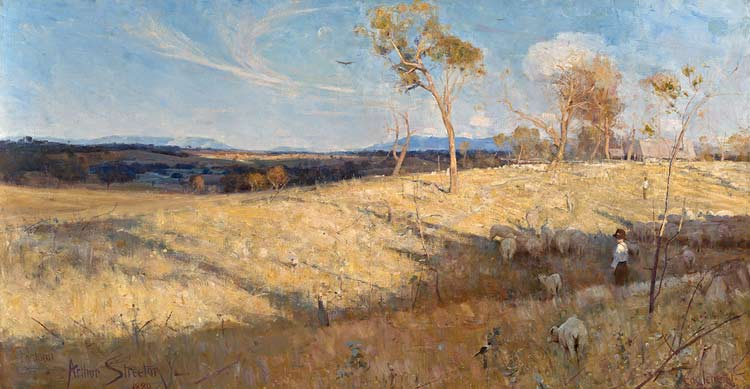
Золоте літо